# Жабаљ
Жабаљ је градско насеље у општини Жабаљ, у Јужнобачком округу, у Србији. Према попису из 2022. имао је 8449 становника. Налази се у региону познатом као Шајкашка (југоисточни део Бачке), у Аутономној Покрајини Војводини.

## Називи
Жабаљ је познат по још неким називима на другим језицима: мађ. Zsablya,  , панонскорусински: Жабель.

## Географија
Жабаљ се налази у југоисточном делу Бачке, близу реке Тисе.
Жабаљ је такође и седиште општине, у којој се налазе и села: Госпођинци, Ђурђево и Чуруг.
Жабаљ је раскрсница важних путева: Нови Сад — Зрењанин и Нови Сад (преко Бачког Градишта) — Сента.
Жабаљ је велико, уређено место, с карактеристикама градског насеља (од 1966. је и службено градско насеље).
Овде се налази Жабаљ (слатинско станиште).

## Историја
Подаци о насељу на подручју данашњег Жабља датирају из праисторије. Жабаљ се први пут помиње 1514. године као тврђава у којој је био заробљен Ђерђ Дожа. За време Отоманске империје (у 16. и 17. веку) насељен је Србима. У 18. и 19. веку Жабаљ је део хабсбуршке Војне крајине (Шајкашки батаљон). Крајем 18. века, после велике поплаве (1784), дислоцирано је првобитно насеље крај обале Тисе на данашње место (12 km од Тисе). Нови Жабаљ је од 1784. године носио име "Јозефдорф" или "Јосифово село". Број Срба православних 1783. године износио је 1546, а 1835. године - већ 4013 душа.
Прва црква у Жабљу се помиње 1720. године, била је грађена од цигле (1783), али је она касније срушена. То је било на ранијој локацији званој "Стари Жабаљ" положеној на десној обали Тисе до 1784. године. Ту је 1893. године још стојао велики дрвени крст на "светом месту" - где је био олтар срушеног храма. За нову - другу цркву 1784. године поднет је Дворском ратном савету у Бечу план и прорачун. Како је и та црква била неадекватна - по свему мала предстојала је градња нове, за коју су Жабаљци још 1826. године набавили као прво - 1500 акова креча. Дворски ратни савет у Бечу дозволио је 1832. године да се гради нова (трећа по реду) православна црква у месту. Та, данашња православна црква Светог Николе изграђена је 1835. године, а освештао ју је маја исте године епископ бачки Ђорђе Хранислав. Стан протопрезвитера жабаљског у Жабљу купили су верници прилогом пре званичне наредбе од 1868. године. За 5000 ф. купљена је у Жабљу 1815. године, кућа удовице Софије Рајић за "парохијски дом". Месна Католичка црква је подигнута тек 1901. године. Од 1918. године варош Жабаљ је део Краљевине Срба, Хрвата и Словенаца – касније Југославије.
У Жабљу је за време грађанског рата 1848-1849. године страдала православна црква и парохијски - протин дом. Када се јула 1850. године правио извештај о претрпљеној штети, Жабаљска општина је пријавила штету за цркву, 20.399 ф. 52 новчића. Међутим Поверенство је предложило мањи износ: за црквене утвари - 810 ф., а за оправку цркве и унутрашњи намештај 13.125 ф. 34 новчића. Укупно је понуђена сума од 13.935 ф. 34 новчића, а толико је и Ратно министарство у Бечу и одобрило.
Током друге половине 19. века број становника у Жабљу је растао. Срби православци су доминирали, осталих нација је много мање. Тако је 1880. године регистровано у месту: 4160 Срба, 527 Мађара, 512 Немаца, 6 Словака, док је "осталих" 144. Укупно је тада било 5349 становника. Деценију потом, у Жабљу је већ 6697 житеља, а број Мађара се дуплирао. Из пописа од 1890. године види се да је Срба сада 4960, Мађара 1017, Немаца 884, Румуна 6, Рутена 17, Хрвата 2, Словена 1 а "осталих" - 80. Евангелистичка црква у Жабљу освећена је новембра 1927. године.
Према православној парохијској статистици са краја 1891. године у месту има: 4770 православаца, са 817 православних домова, три свештеника, 435 ученика у пет основних школа.
У народноослободилачком рату Жабаљ, Чуруг, Ђурђево и Госпођинци доживљавају непријатељску одмазду (1942), којој претходи формирање и почетак борбеног пута Шајкашког партизанског одреда. За време Мађарске окупације током Другог светског рата веома рано долази до формирања Шајкашког партизанског одреда. У Рацији 1942. године убијено је 666 становника Жабља од чега 141 жена, 101 дете и 69 старих лица. Према националности жртве је чинило 614 Срба, 28 Јевреја, 23 Рома и 1 Мађар.
Овде је рођен руски генерал српског порекла Симеон Зорић, блиски сарадник царице Катарине Велике.

## Култура
Многобројна спомен-обележја из револуционарне прошлости су у селима овог дела Шајкашке, а на обали Тисе је импозантан споменик Шајкашком партизанском одреду, рад Јована Солдатовића. Поред грађевина сеоске архитектуре, у Чуругу је и једина типична панонска ветрењача на територији Војводине, а у православној цркви је познати иконостас — рад Ђорђа Крстића. Крај Жабља, на обали Тисе, смештена је богата Завичајна музејска збирка.
У Жабљу постоји средња школа основана 1976. године.

## Привреда
Жабаљ је у развијеном пољопривредном подручју. У Жабљу су велика шећерана и мањи привредни погони.

## Демографија
У насељу Жабаљ живи 7493 пунолетна становника, а просечна старост становништва износи 37,7 година (36,5 код мушкараца и 38,9 код жена). У насељу има 3073 домаћинства, а просечан број чланова по домаћинству је 3,12.
Ово насеље је великим делом насељено Србима (према попису из 2002. године).
|             | \| Демографија[6] \| Демографија[6] \| Демографија[6] \| \| Година \| Становника \| Становника \| \| -------------- \| -------------- \| -------------- \| \| 1948. \| 6.273 \| \| \| 1953. \| 6.672 \| \| \| 1961. \| 7.457 \| \| \| 1971. \| 7.851 \| \| \| 1981. \| 8.503 \| \| \| 1991. \| 8.766 \| 8.654 \| \| 2002. \| 9.598 \| 9.877 \| \| 2011. \| 9.161 \| \| |            |
| Демографија | |            |
| Година      | Становника | Становника |
| 1948.       | 6.273 |            |
| 1953.       | 6.672 |            |
| 1961.       | 7.457 |            |
| 1971.       | 7.851 |            |
| 1981.       | 8.503 |            |
| 1991.       | 8.766 | 8.654      |
| 2002.       | 9.598 | 9.877      |
| 2011.       | 9.161 |            |

| Етнички састав према попису из 2002.‍ | Етнички састав према попису из 2002.‍ | Етнички састав према попису из 2002.‍ | Етнички састав према попису из 2002.‍ | Етнички састав према попису из 2002.‍ |
| ------------------------------------ | ------------------------------------ | ------------------------------------ | ------------------------------------ | ------------------------------------ |
|                                      |                                      |                                      |                                      |                                      |
| Срби                                 | Срби                                 |                                      | 8.672                                | 90,35%                               |
| Роми                                 | Роми                                 |                                      | 202                                  | 2,10%                                |
| Југословени                          | Југословени                          |                                      | 119                                  | 1,23%                                |
| Хрвати                               | Хрвати                               |                                      | 88                                   | 0,91%                                |
| Мађари                               | Мађари                               |                                      | 85                                   | 0,88%                                |
| Русини                               | Русини                               |                                      | 31                                   | 0,32%                                |
| Македонци                            | Македонци                            |                                      | 20                                   | 0,20%                                |
| Албанци                              | Албанци                              |                                      | 16                                   | 0,16%                                |
| Црногорци                            | Црногорци                            |                                      | 9                                    | 0,09%                                |
| Украјинци                            | Украјинци                            |                                      | 8                                    | 0,08%                                |
| Словаци                              | Словаци                              |                                      | 7                                    | 0,07%                                |
| Немци                                | Немци                                |                                      | 4                                    | 0,04%                                |
| Руси                                 | Руси                                 |                                      | 3                                    | 0,03%                                |
| Муслимани                            | Муслимани                            |                                      | 3                                    | 0,03%                                |
| Словенци                             | Словенци                             |                                      | 2                                    | 0,02%                                |
| Чеси                                 | Чеси                                 |                                      | 1                                    | 0,01%                                |
| Румуни                               | Румуни                               |                                      | 1                                    | 0,01%                                |
| Буњевци                              | Буњевци                              |                                      | 1                                    | 0,01%                                |
| непознато                            | непознато                            |                                      | 86                                   | 0,89%                                |

| Година пописа     | 1948. | 1953. | 1961. | 1971. | 1981. | 1991. | 2002. |
| ----------------- | ----- | ----- | ----- | ----- | ----- | ----- | ----- |
| Број домаћинстава | 1.724 | 1.930 | 2.089 | 2.291 | 2.646 | 2.772 | 3.073 |

| Број чланова      | 1   | 2   | 3   | 4   | 5   | 6   | 7  | 8  | 9  | 10 и више | Просек |
| ----------------- | --- | --- | --- | --- | --- | --- | -- | -- | -- | --------- | ------ |
| Број домаћинстава | 494 | 692 | 659 | 730 | 289 | 136 | 46 | 10 | 13 | 4         | 3,12   |

| Пол    | Укупно | Неожењен/Неудата | Ожењен/Удата | Удовац/Удовица | Разведен/Разведена | Непознато |
| ------ | ------ | ---------------- | ------------ | -------------- | ------------------ | --------- |
| Мушки  | 3.816  | 1.274            | 2.288        | 145            | 105                | 4         |
| Женски | 4.082  | 949              | 2.324        | 650            | 156                | 3         |
| УКУПНО | 7.898  | 2.223            | 4.612        | 795            | 261                | 7         |

| Пол    | Укупно                    | Пољопривреда, лов и шумарство | Рибарство                            | Вађење руде и камена | Прерађивачка индустрија       |
| ------ | ------------------------- | ----------------------------- | ------------------------------------ | -------------------- | ----------------------------- |
| Мушки  | 2.061                     | 463                           | 26                                   | 4                    | 633                           |
| Женски | 1.044                     | 90                            | 0                                    | 1                    | 229                           |
| УКУПНО | 3.105                     | 553                           | 26                                   | 5                    | 862                           |
| Пол    | Производња и снабдевање   | Грађевинарство                | Трговина                             | Хотели и ресторани   | Саобраћај, складиштење и везе |
| Мушки  | 33                        | 219                           | 204                                  | 62                   | 144                           |
| Женски | 7                         | 23                            | 251                                  | 48                   | 43                            |
| УКУПНО | 40                        | 242                           | 455                                  | 110                  | 187                           |
| Пол    | Финансијско посредовање   | Некретнине                    | Државна управа и одбрана             | Образовање           | Здравствени и социјални рад   |
| Мушки  | 9                         | 24                            | 109                                  | 41                   | 22                            |
| Женски | 20                        | 25                            | 62                                   | 88                   | 112                           |
| УКУПНО | 29                        | 49                            | 171                                  | 129                  | 134                           |
| Пол    | Остале услужне активности | Приватна домаћинства          | Екстериторијалне организације и тела | Непознато            | Непознато                     |
| Мушки  | 47                        | 2                             | 0                                    | 19                   | 19                            |
| Женски | 35                        | 5                             | 0                                    | 5                    | 5                             |
| УКУПНО | 82                        | 7                             | 0                                    | 24                   | 24                            |